# Prosoplus convexicollis
Prosoplus convexicollis là một loài bọ cánh cứng trong họ Cerambycidae.